# Vignols
Pour d'autres communes françaises, voir Vignol et Vignolles.
Vignols est une commune du Sud-Ouest de la France située dans le département de la Corrèze en région Nouvelle-Aquitaine.

## Géographie

### Généralités
Dans la moitié ouest du département de la Corrèze, en limite nord de l'Yssandonnais, la commune de Vignols s'étend sur 15,41 km2. Elle est bordée à l'est sur environ quatre kilomètres par la Loyre, un affluent de la Vézère.
L'altitude minimale, 137 mètres, se trouve localisée à l'extrême sud-ouest, au nord du lieu-dit le Moulin de Champagne, là où un affluent du ruisseau du Mayne quitte la commune et entre sur celle de Saint-Solve. L'altitude maximale avec 394 mètres est située tout au nord, au lieu-dit le Caillou.
À l'intersection des routes départementales (RD) 9E2 et 31 et desservi par la ligne ferroviaire de Nexon à Brive-la-Gaillarde en gare de Vignols - Saint-Solve, le bourg de Vignols est situé, en distances orthodromiques, 18 kilomètres au sud-ouest d'Uzerche, et 21 kilomètres au nord-ouest de Brive-la-Gaillarde.
La commune est également desservie par les RD 31E3, 86 et 134.

### Communes limitrophes
Vignols est limitrophe de huit autres communes. Au nord, Saint-Sornin-Lavolps n'est limitrophe que sur un peu plus de 200 mètres et au sud-ouest, Saint-Cyr-la-Roche est limitrophe sur une distance équivalente. À l'ouest, le territoire communal est distant de près de 600 mètres.de celui de Chabrignac.
| Lascaux                 | Saint-Sornin-Lavolps | Beyssac           |
| Saint-Bonnet-la-Rivière | Vignols              | Orgnac-sur-Vézère |
| Saint-Cyr-la-Roche      | Saint-Solve          | Voutezac          |

### Climat
Pour des articles plus généraux, voir Climat de la Nouvelle-Aquitaine et Climat de la Corrèze.
Historiquement, la commune est exposée à un climat océanique aquitain.  
En 2020, Météo-France publie une typologie des climats de la France métropolitaine dans laquelle la commune est exposée à un climat océanique altéré et est dans la région climatique  Ouest et nord-ouest du Massif Central, caractérisée par une pluviométrie annuelle de 900 à 1 500 mm, maximale en automne et en hiver.
Pour la période 1971-2000, la température annuelle moyenne est de 11,4 °C, avec  une amplitude thermique annuelle de 13,7 °C. Le cumul annuel moyen de précipitations est de 1 160 mm, avec 13,8 jours de précipitations en janvier et 7,3 jours en juillet. Pour la période 1991-2020, la température moyenne annuelle observée sur la station météorologique la plus proche, située sur la commune de Voutezac à 5 km à vol d'oiseau, est de 12,2 °C et le cumul annuel moyen de précipitations est de 1 014,2 mm,. Pour l'avenir, les paramètres climatiques de la commune estimés pour 2050 selon différents scénarios d’émission de gaz à effet de serre sont consultables sur un site dédié publié par Météo-France en novembre 2022.

## Urbanisme

### Typologie
Au 1er janvier 2024, Vignols est catégorisée commune rurale à habitat dispersé, selon la nouvelle grille communale de densité à 7 niveaux définie par l'Insee en 2022.
Elle est située hors unité urbaine. Par ailleurs la commune fait partie de l'aire d'attraction de Brive-la-Gaillarde, dont elle est une commune de la couronne,. Cette aire, qui regroupe 80 communes, est catégorisée dans les aires de 50 000 à moins de 200 000 habitants,.

### Occupation des sols
L'occupation des sols de la commune, telle qu'elle ressort de la base de données européenne d’occupation biophysique des sols Corine Land Cover (CLC), est marquée par l'importance des territoires agricoles (50,5 % en 2018), une proportion sensiblement équivalente à celle de 1990 (50,4 %). La répartition détaillée en 2018 est la suivante : 
forêts (46,3 %), zones agricoles hétérogènes (42,8 %), cultures permanentes (4,3 %), prairies (3,5 %), zones urbanisées (3,2 %).
L'évolution de l’occupation des sols de la commune et de ses infrastructures peut être observée sur les différentes représentations cartographiques du territoire : la carte de Cassini (XVIIIe siècle), la carte d'état-major (1820-1866) et les cartes ou photos aériennes de l'IGN pour la période actuelle (1950 à aujourd'hui).

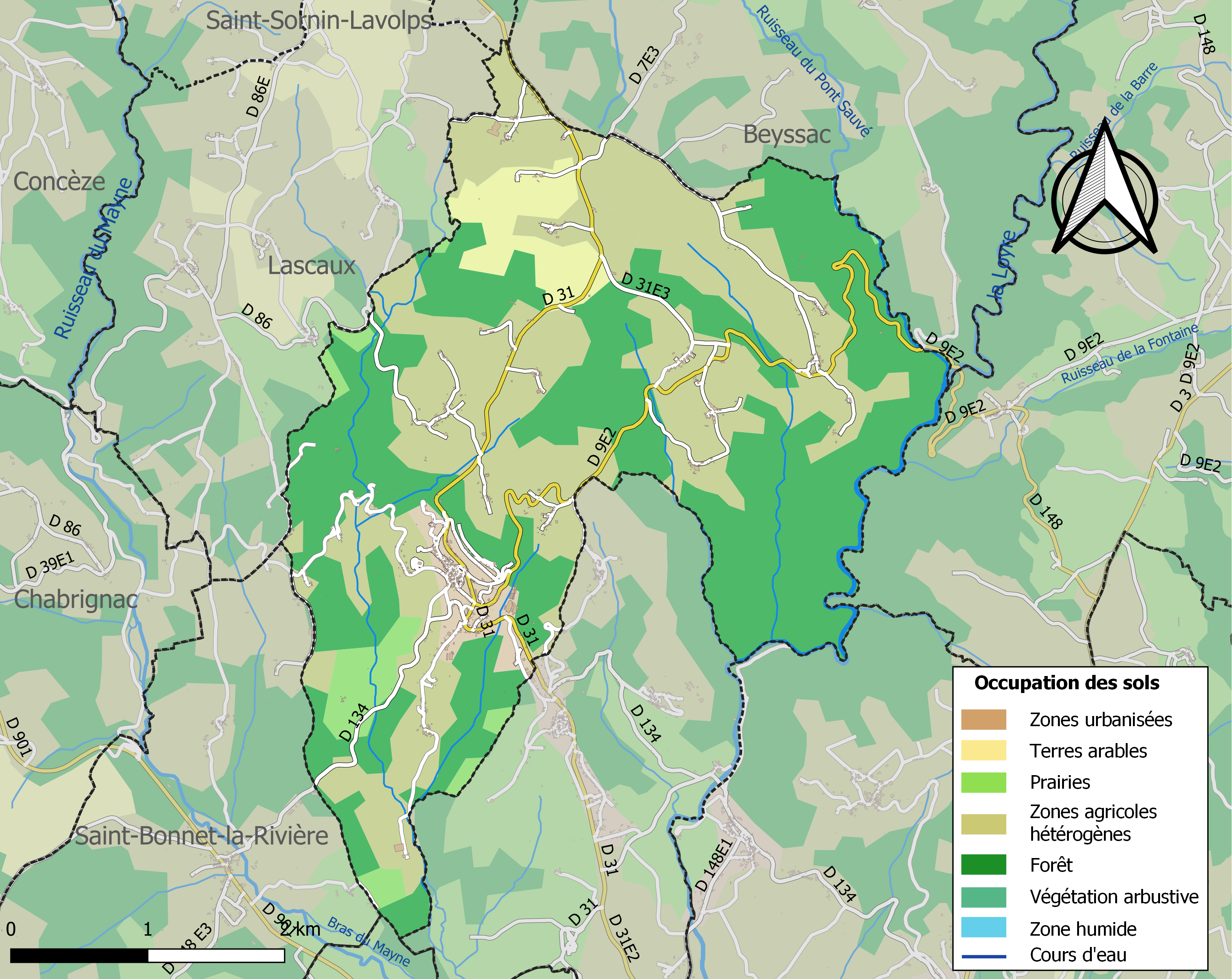
Carte des infrastructures et de l'occupation des sols de la commune en 2018 (CLC).

### Risques majeurs
Le territoire de la commune de Vignols est vulnérable à différents aléas naturels : météorologiques (tempête, orage, neige, grand froid, canicule ou sécheresse), feux de forêts, mouvements de terrains et séisme (sismicité très faible). Il est également exposé à un risque particulier : le risque de radon. Un site publié par le BRGM permet d'évaluer simplement et rapidement les risques d'un bien localisé soit par son adresse soit par le numéro de sa parcelle.

#### Risques naturels

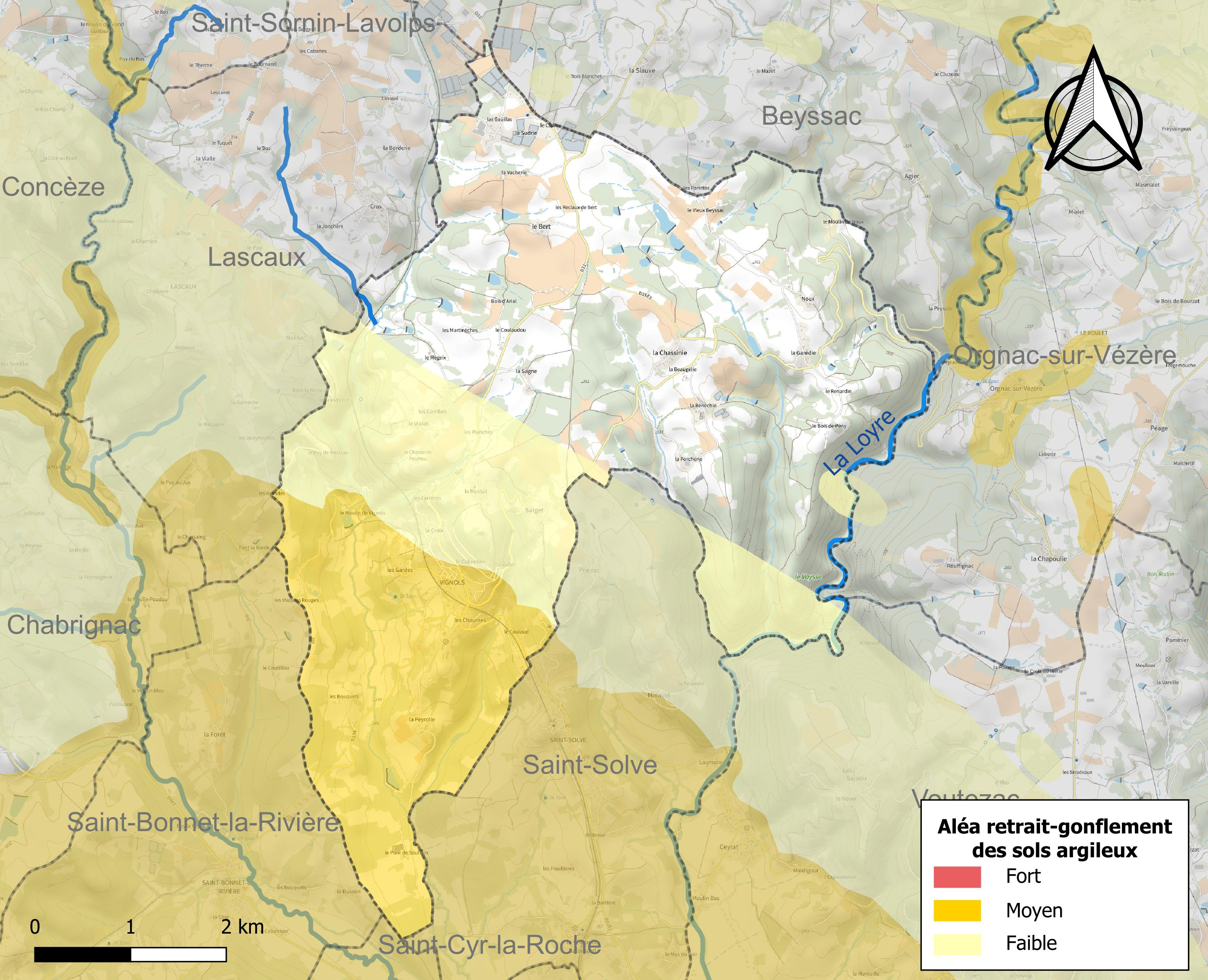
Carte des zones d'aléa retrait-gonflement des sols argileux de Vignols.

La commune est vulnérable au risque de mouvements de terrains constitué principalement du retrait-gonflement des sols argileux. Cet aléa est susceptible d'engendrer des dommages importants aux bâtiments en cas d’alternance de périodes de sécheresse et de pluie. 22,9 % de la superficie communale est en aléa moyen ou fort (26,8 % au niveau départemental et 48,5 % au niveau national). Sur les 363 bâtiments dénombrés sur la commune en 2019,  162 sont en aléa moyen ou fort, soit 45 %, à comparer aux 36 % au niveau départemental et 54 % au niveau national. Une cartographie de l'exposition du territoire national au retrait gonflement des sols argileux est disponible sur le site du BRGM,.
Par ailleurs, afin de mieux appréhender le risque d’affaissement de terrain, l'inventaire national des cavités souterraines permet de localiser celles situées sur la commune. 
Concernant les feux de forêt, aucun plan de prévention des risques incendie de forêt (PPRIF) n’a été établi en Corrèze, néanmoins le code de l’urbanisme impose la prise en compte des risques dans les documents d’urbanisme. Le périmètre des servitudes d'utilité publique et des zones d'obligation légale de débroussaillement pour les particuliers est quant à lui défini pour la commune dans une carte dédiée. 

#### Risque particulier
Dans plusieurs parties du territoire national, le radon, accumulé dans certains logements ou autres locaux, peut constituer une source significative d’exposition de la population aux rayonnements ionisants. Certaines communes du département sont concernées par le risque radon à un niveau plus ou moins élevé. Selon la classification de 2018, la commune de Vignols est classée en zone 3, à savoir zone à potentiel radon significatif. 

## Histoire

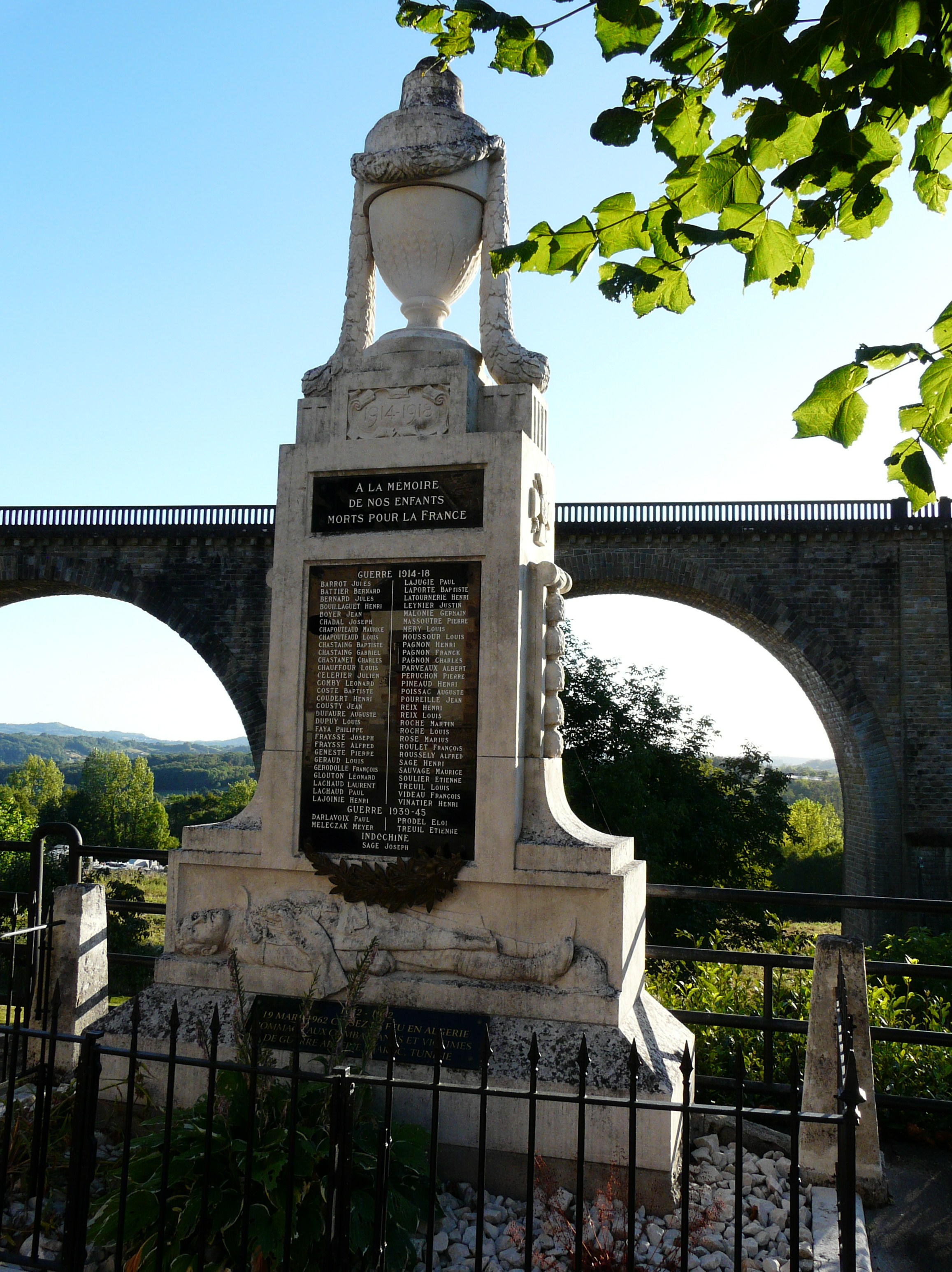
Le monument aux morts.

Le premier acte sur lequel le nom de Vignols figure date de 766. Après avoir pillé et ravagé le village, Pépin le bref en fit donc, pour se faire pardonner ses péchés, cadeau à l'évêque de Limoges. C'est pourquoi jusqu'à la Révolution, Vignols fit partie des biens du chapitre Saint-Étienne. Bien exposées, les terres des coteaux fournirent le vin pour tout l'évêché de Limoges. Le nom de Vignols marque bien cette réputation que les 2 000 barriques produites annuellement justifiaient autrefois. Cette culture a presque complètement disparu.
Jusqu'à la Première Guerre mondiale, la prospérité de la commune venait essentiellement de l'agriculture et des carrières d'ardoises dont la production recouvre encore beaucoup de toits du bourg. En 1872, la construction de la ligne ferroviaire de Nexon à Brive-la-Gaillarde apporta, en plus de sept viaducs en pierre de taille, un moyen de transport pour les productions locales. En 1905, on expédiait plusieurs tonnes de cèpes par semaine, à l'automne. Puis, comme toutes les petites communes, Vignols a payé un lourd tribut à la Première Guerre mondiale, avec 45 tués.
De 1 148 habitants avant cette guerre, l'effectif de la population est passé à 569 en 2013.

## Politique et administration

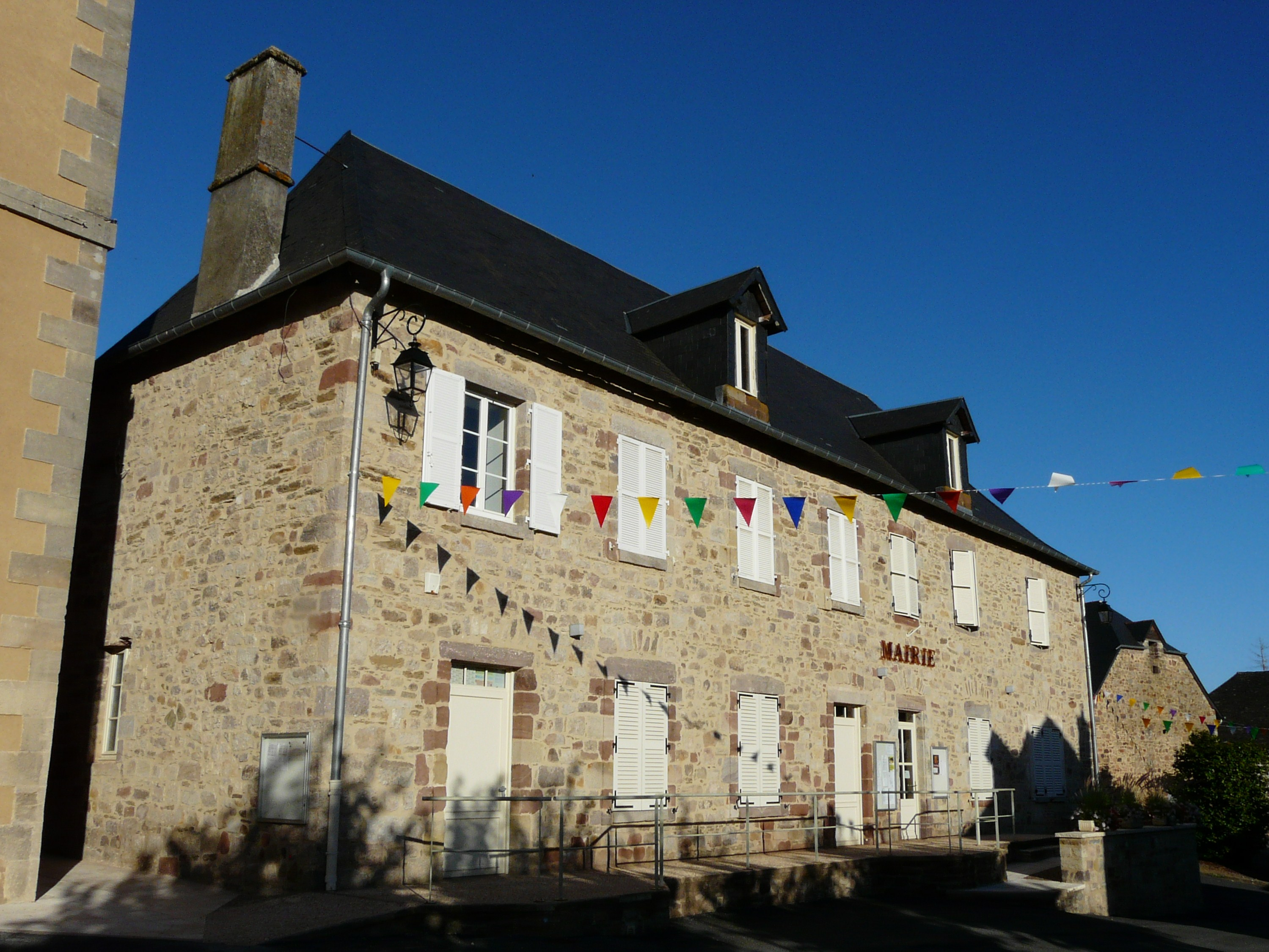
La mairie.

## Démographie
L'évolution du nombre d'habitants est connue à travers les recensements de la population effectués dans la commune depuis 1793. Pour les communes de moins de 10 000 habitants, une enquête de recensement portant sur toute la population est réalisée tous les cinq ans, les populations de référence des années intermédiaires étant quant à elles estimées par interpolation ou extrapolation. Pour la commune, le premier recensement exhaustif entrant dans le cadre du nouveau dispositif a été réalisé en 2004.

En 2022, la commune comptait 529 habitants, en évolution de −5,03 % par rapport à 2016 (Corrèze : −0,59 %, France hors Mayotte : +2,11 %).
| 1793 | 1800 | 1806 | 1821 | 1831 | 1836  | 1841  | 1846  | 1851  |
| ---- | ---- | ---- | ---- | ---- | ----- | ----- | ----- | ----- |
| 930  | 829  | 930  | 903  | 983  | 1 011 | 1 054 | 1 129 | 1 148 |

| 1856  | 1861  | 1866  | 1872  | 1876  | 1881  | 1886  | 1891  | 1896  |
| ----- | ----- | ----- | ----- | ----- | ----- | ----- | ----- | ----- |
| 1 141 | 1 143 | 1 115 | 1 232 | 1 215 | 1 165 | 1 150 | 1 151 | 1 123 |

| 1901  | 1906  | 1911  | 1921 | 1926 | 1931 | 1936 | 1946 | 1954 |
| ----- | ----- | ----- | ---- | ---- | ---- | ---- | ---- | ---- |
| 1 151 | 1 122 | 1 148 | 972  | 940  | 918  | 923  | 735  | 717  |

| 1962 | 1968 | 1975 | 1982 | 1990 | 1999 | 2004 | 2006 | 2009 |
| ---- | ---- | ---- | ---- | ---- | ---- | ---- | ---- | ---- |
| 701  | 655  | 587  | 605  | 582  | 563  | 578  | 564  | 582  |

| 2014 | 2019 | 2022 | - | - | - | - | - | - |
| ---- | ---- | ---- | - | - | - | - | - | - |
| 558  | 535  | 529  | - | - | - | - | - | - |

## Culture locale et patrimoine

### Lieux et monuments
- L'église Saint-Laurent, du XIIIe siècle, est inscrite au titre des monuments historiques en 1927 pour son abside en forme de coquille Saint-Jacques[28].
- Une croix de chemin, dont seuls les bras et la tête du Christ ont été conservés, est enchâssée dans un mur, rue Pierre-Eyrolles ; elle est inscrite au titre des monuments historiques en 1927, puis en 2013[29].
- Le bourg et les viaducs de Vignols forment un site inscrit depuis 1991[30],[31].

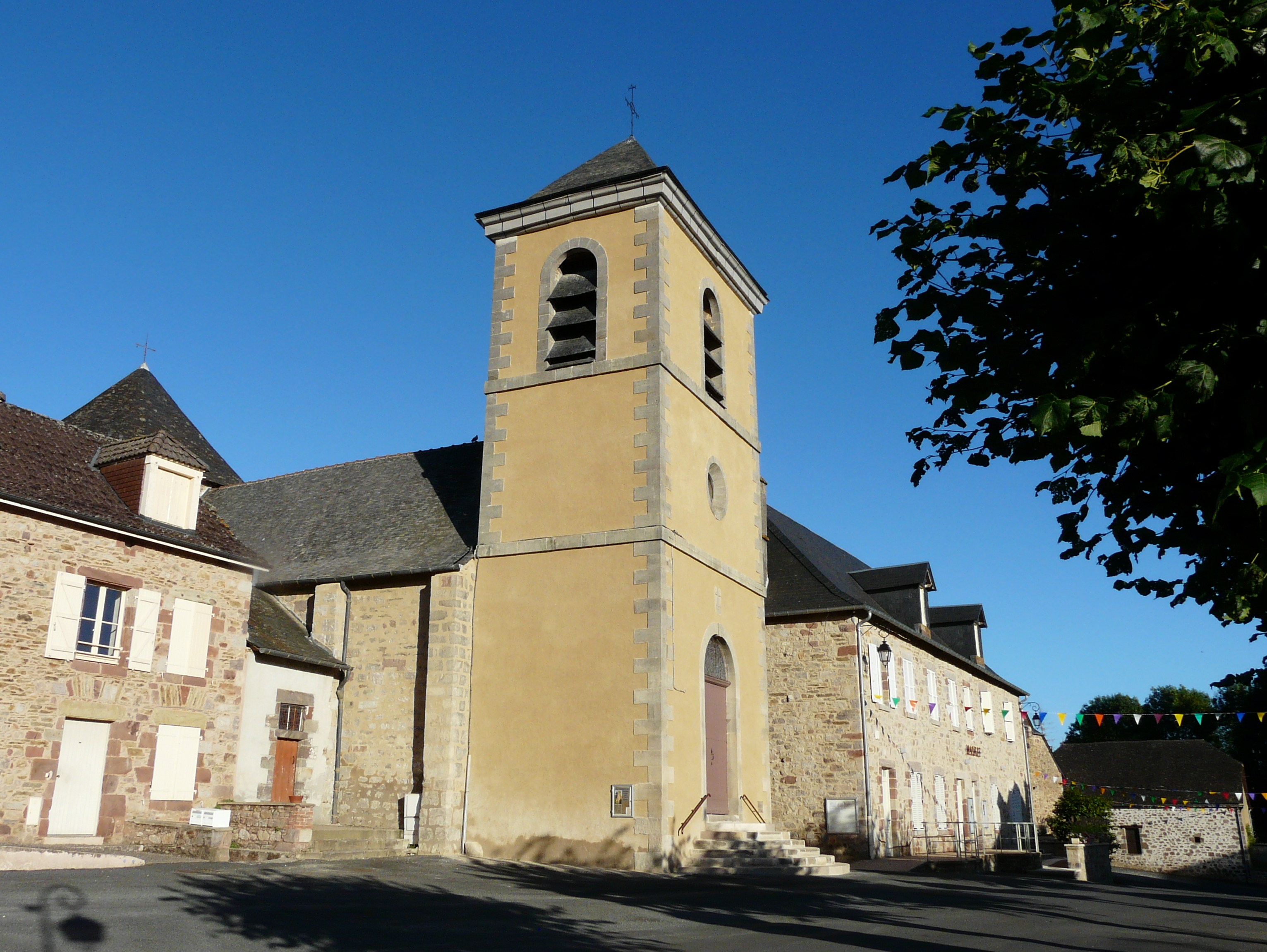
L'église.
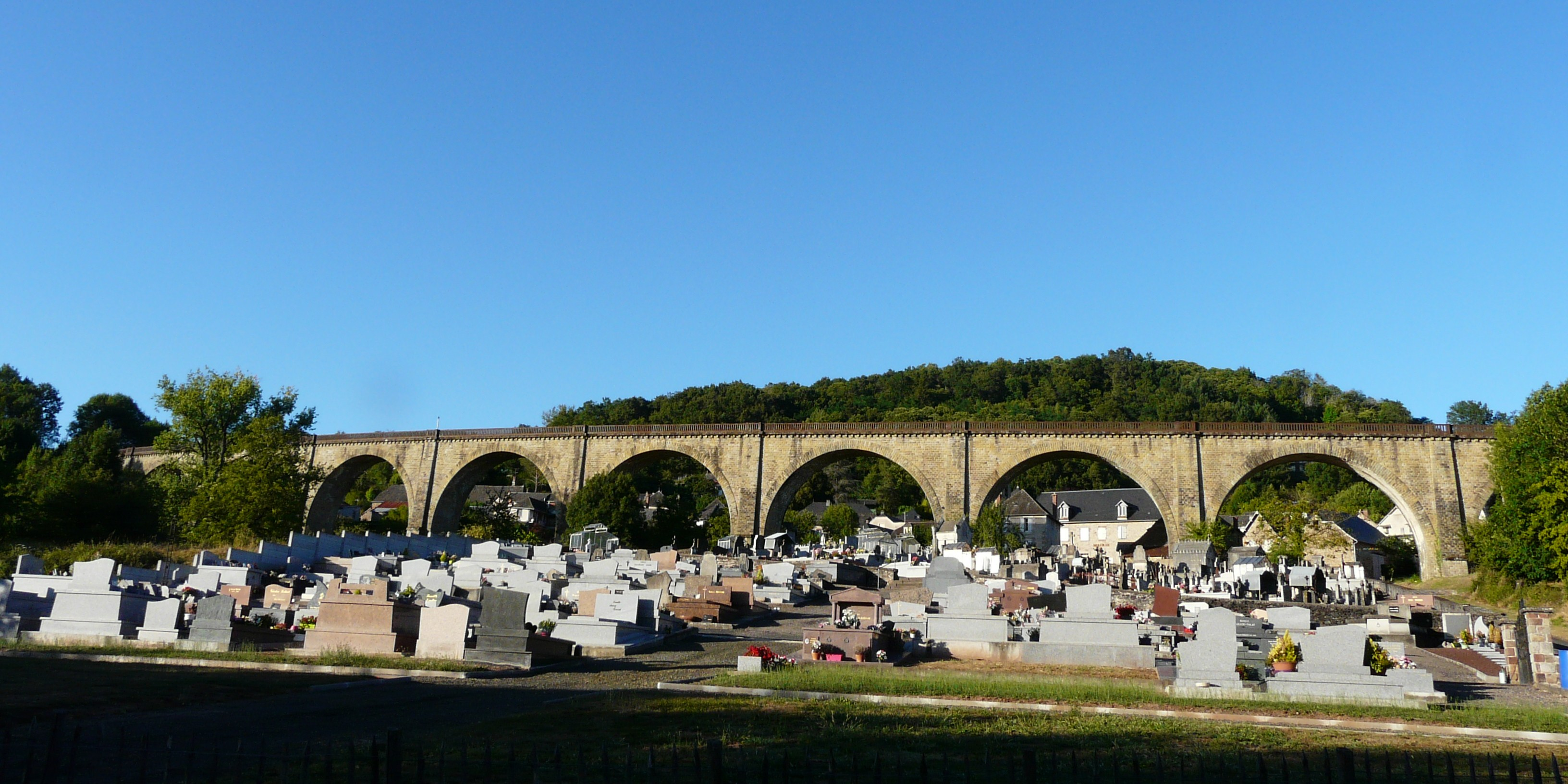
Le viaduc du bourg.

### Patrimoine naturel
La commune de Vignols comporte :
- une zone Natura 2000 : la vallée du ruisseau du Moulin de Vignols.
- deux ZNIEFF : la vallée du ruisseau du Moulin de Vignols et les gorges de la Loyre et du Vaysse.

### Personnalités liées à la commune
- Claude Mazeaud (1937-), né à Vignols, coureur cycliste professionnel.

### Héraldique
| Blason de Vignols | Blason  | De sable au lion d'or armé, lampassé et couronné de gueules. |
| Blason de Vignols | Détails | Adopté le 31 janvier 1988.                                   |